# Дед Кен Денс
Дед Кен Денс (на английски: Dead Can Dance) е австралийска даркуейв група, съставена към 2023 г. от контраалта Лиса Джерард (вокали, композиция) и баритона Брендан Пери (вокали, инструментали, композиция).
Групата е сформирана в Мелбърн, Австралия през 1981. През 1998 г. дуото се разпада и отново временно се събира през 2005 г. за световно турне. Събират се отново през 2011 г., когато издават нов албум – Anastasis (2012), когото представят по турнета. Шест години по-късно следва нов албум – Dionysus (2018), а от средата на 2019 г. отново тръгват по турнета.
Австралийският музикален историк Иън Макфарлейн описва стила им като „изградени звукови пейзажи с хипнотизиращо величие и тържествена красота; африкански полиритми, галски фолклор, грегорианско песнопение, близкоизточна музика, мантри и арт рок.“ Всъщност определянето на жанра на Дед Кен Денс е почти невъзможно. Използват много електронни елементи, но най-ранните им песни могат да бъдат определени като даркуейв. „The Serpent's Egg“ и последващите го албуми могат да бъдат определени като готик. Много често групата е разглеждана като основоположник на този вид музика.
Името на групата, „Dead Can Dance“ (на български „Мъртвите могат да танцуват“) означава вдъхване на живот на нещо, което е мъртво. Такава е и музикалната концепция на групата – включват много старинни инструменти, които в днешно време не се използват.

## История

### Формиране и ранни години
Дед Кен Денс е създадена в Мелбърн, Австралия, през август 1981 г. Нейни първоначални членове са Пол Ериксън – бас китара, Лиса Джерард (от Майкрофилм) – вокали и перкусии, Саймън Монро (от Марчинг Гърлс, бивши Скавинджърс) – барабани и Брендан Пери (също от Марчинг Гърлс) – вокали и китара. Джерард и Пери са двойка, която се среща като членове на Литъл Бенд сийн – експериментална постпънк сцена, която процъфтява в Мелбърн от края на 1978 г. до началото на 1981 г.
През май 1982 г. групата (Джерард и Пери) се мести в Лондон, Англия, където подписват с лейбъла за алтернативен рок 4AD. С дуото в първоначалния състав на Обединеното кралство е Пол Ериксън и Питър Улрих.
Дебютният албум на групата, Dead Can Dance, е издаден през февруари 1984 г. Произведението, което изобразява ритуална маска от Нова Гвинея, която „осигурява визуална интерпретация на значението на името Дед Кен Денс“, поставено в изкуствен гръцки шрифт. Албумът включва „барабанна, ембиънт китарна музика със скандиране, пеене и виене“, и се вписва в етириъл уейв стила на колегите им от лейбъла Кокто Туинс. През август следва миниалбум с четири парчета – Garden of the Arcane Delights. Олмюзик описва ранната им работа като „ готическа, доколкото е възможно“ (въпреки че самата група отхвърля етикета), докато миниалбумът ги вижда „да се гмуркат в по-широк диапазон от музика и стил“.
За втория им албум, Spleen and Ideal, групата се състои от основното дуо на Джерард и Пери, и виолончело, тромбон и тимпан, добавени от гост музиканти. Издаден през ноември 1985 г., той е копродуциран от дуото и Джон А. Ривърс. Рагит го описва като „съзнателно средновековен европейски звук... сякаш е записан в огромна катедрала“. Групата създава свои фенове в Европа и албумът достига No. 2 в британските класации за независима музика. През 1989 г. Джерард и Пери се разделят – Джерард се мести в Барселона, преди да се върне в Австралия, а Пери – в Ирландия, където купува стара църква за свой дом и звукозаписно студио (Quivvy Church Studio), но въпреки това двамата пишат, записват и изпълняват като Дед Кен Денс. Пери твърди, че дистанцията им помага всеки да има свой собствен творчески процес.

### Успех
Албумите на групата не са налични в Съединените щати до началото на 90-те години, когато 4AD подписва договор за разпространение с Уорнър Рекърдс. По-късно 4AD се сливат с Бегарс Банкуит Рекърдс Груп, която включва едноименния лейбъл и XL Рекърдингс в САЩ, но записите на групата продължават да се разпространяват от Уорнър Брос. Следващите издания са разпространени от друг лейбъл, свързан с Уорнър, Райно/Атлантик Рекърдс. През 1991 г. излиза компилацията A Passage in Time, само под лейбъла 4AD.
Шестият студиен албум на дуото, Into the Labyrinth, е издаден през септември 1993 г. и е напълно лишен от гост музиканти; той продава 500 000 копия по целия свят и се появява в Билборд 200. Групата става най-продаваната група на 4AD. Те правят световно турне през 1994 г. и записват изпълнение на живо в Калифорния, което е издадено като Toward the Within, с видео версии на Laserdisc и VHS (по-късно на DVD). Съществуват много неофициални бутлеги на концерти, обхващащи кариерата им, съдържащи няколко редки песни, които са изпълнявани само на живо. Toward the Within е първият официален концертен албум на дуото. Той влиза в Билборд 200 и е последван от In Concert 19 години по-късно. Джерард издава дебютния си солов албум The Mirror Pool, и се събира отново с Пери в студийния албум на Dead Can Dance Spiritchaser през 1996 г. Албумът влиза и в класацията Билборд 200 и достига No. 1 в класацията за най-добри световни музикални албуми.

### Разпускане и събирания
През 1998 г. Дед Кен Денс започват да записват следващ албум към Spiritchaser, който трябва да бъде издаден в началото на 1999 г., последван от планирано световно турне. Въпреки това те се разделят преди да бъде завършен и отменят турнето. Една песен от звукозаписните сесии, "The Lotus Eaters", в крайна сметка е издадена в бокс сета Dead Can Dance (1981-1998) и в двудисковата компилация Wake (2003). Джерард си партнира с Питър Бърк (от Сног и от Сома), за да издаде Duality през април 1998 г. Пери пуска албума си Eye of the Hunter през октомври 1999 г.
Групата се събира отново през 2005 г. и издава ограничено издание на записи на тринадесет концерта от европейското си турне и осем записа от последвалото турне в Северна Америка, както и компилация, озаглавена Selections from Europe 2005 . Тези концерти са записани и издадени от звукозаписната компания The Show. През 2005 г. песента "Nierika" става част от началните заглавия на сапунената опера La Chacala на мексиканската телевизия TV Azteca.
На 12 май 2011 г. Брендън Пери обявява в официалния си уеб форум, че Дед Кен Денс ще запишат нов албум и след това ще започнат двумесечно световно турне. Групата прави официално съобщение за своето световно турне и новия си албум, Anastasis, за дата на издаване на 13 август 2012 г.
На 30 септември 2011 г. Дед Кен Денс обявяват издаването на миниалбум с четири песни, озаглавено Live Happenings – Part 1, достъпно за безплатно изтегляне от техния уебсайт. От декември EP Live Happenings – Part 2 заменя първия миниалбум. И двата съдържат песни от тяхното турне от 2005 г. От 31 януари 2012 г. наличният миниалбум е Live Happenings – Part 3, заменен от Live Happenings – Part IV на 20 март 2012 г.
През 2012 г. е обявен и осмият албум Anastasis, издаден на 13 август и популяризиран от световно турне. В края на 2011 г. групата обявява световно турне за събиране, включващо 12 града в САЩ, придружено от издаването на концертен албум нс нов лейбъл. Турнето трябва да започне на 9 август 2012 г. в Канада и да продължи до 19 септември 2012 г. в Турция, 21 и 23 септември в Гърция, 13 октомври в Русия, след това 28 октомври 2012 г. в Ирландия, след това Мексико и Южна Америка и след това в Ливан и накрая Австралия през февруари 2013 г. На 15 ноември 2012 г. е обявено, че групата ще се завърне в Европа, за да продължи турнето си, започващо на 28 май 2013 г. в Португалия. Финалното шоу на световното турне Anastasis е в Сантяго, Чили, на 13 юли 2013 г.
На 8 септември 2015 г. групата обявява продажбата на звукозаписното студио на Брендан Пери. На въпрос какво означава това решение за бъдещето на групата Пери отговаря на официалната ѝ страница във Фейсбук, че групата се е преместила във Франция и че са в процес на създаване на ново студио за запис и репетиции. На 2 ноември 2018 г. издават деветия си студиен албум Dionysus.
На 21 април 2018 г. Пери обявява, че мастъринга на нов албум ще започне в Студия „Аби Роуд“. Новият албум, Dionysus, е издаден на 2 ноември 2018 г.
През септември 2018 г. уебсайтът им обявява турнето „A Celebration – Life & Works 1980-2019“ с дати в Европа през май и юни 2019 г. За разлика от предишни турнета сетлистът е черпен до голяма степен от по-стария каталог на групата, включвайки някои песни, които групата никога преди не е свирила на живо. През октомври 2019 г. групата обявява втори етап от турнето с дати в Северна Америка, Мексико и Южна Америка. Турнето обаче е отложено за 2021 г. поради пандемията от COVID-19. Турнето за 2021 г., както и пренасрочените дати за по-късно през годината също са отменени поради COVID-19. Провежда се европейско турне през 2022 г. и втори европейски етап е насрочен за по-късно през годината, както и северноамерикански етап за 2023 г. Въпреки това през септември 2022 г. групата обявява отмяна както на втория европейски етап, така и на датите в Северна Америка, позовавайки се на неуточнени здравословни причини.

## Дискография

### Студийни албуми
- Dead Can Dance (1984)
- Spleen and Ideal (1985)
- Within the Realm of a Dying Sun (1987)
- The Serpent's Egg (1988)
- Aion (1990)
- Into the Labyrinth (1993)
- Spiritchaser (1996)
- Anastasis (2012)
- Dionysus (2018)

### Концертни албуми
- Toward the Within (1994)
- In Concert (2013)

### Миниалбуми
- Garden of the Arcane Delights (1984)

### Компилации
- A Passage in Time (1991)
- Dead Can Dance (1981 – 1998) (2001)
- Wake (2003)
- Memento (2005), познат и като The Very Best of Dead Can Dance

## Състав
Текущ
- Лиса Джерард – вокали, инструменти (1981 – 1998, 2005 – настояще)
- Брендан Пери – вокали, инструменти (1981 – 1998, 2005 – настояще)

Бивш 
- Пол Ериксън – бас (1981-1983)
- Саймън Монро – барабани (1981-1984)
- Джеймс Пинкър – инструменти (1981-1984)
- Скот Роджър – инструменти (1981-1984)
- Питър Улрих – перкусии (1983-1995)